# Coppa del mondo di atletica leggera 1998
L'ottava edizione della Coppa del mondo di atletica leggera si disputò dall'11 al 13 settembre 1998 a Johannesburg, in Sudafrica. Per la prima volta il continente africano ospitò la manifestazione.
La selezione africana ottenne la terza vittoria consecutiva nella classifica maschile, mentre la competizione femminile vide il successo della nazionale statunitense.

## Risultati

### 100 m
| Pos. | Sq. | Atleta               | Ris.       |
| ---- | --- | -------------------- | ---------- |
| 1    | AME | Obadele Thompson     | 9.87 (CR)  |
| 2    | AFR | Seun Ogunkoya        | 9.92 (PB)  |
| 3    | GBR | Dwain Chambers       | 10.03 (PB) |
| 4    | USA | Tim Harden           | 10.03 (SB) |
| 5    | OCE | Matt Shirvington     | 10.07 (PB) |
| 6    | EUR | Charalambos Papadias | 10.15 (PB) |
| 7    | GER | Marc Blume           | 10.30 (PB) |
| 8    | ASI | Zhou Wei             | 10.37      |

| Pos. | Sq. | Atleta             | Ris.       |
| ---- | --- | ------------------ | ---------- |
| 1    | USA | Marion Jones       | 10.65 (CR) |
| 2    | AME | Chandra Sturrup    | 10.97      |
| 3    | AFR | Mary Onyali        | 11.05 (SB) |
| 4    | EUR | Zhanna Pintusevich | 11.08      |
| 5    | RUS | Irina Privalova    | 11.15      |
| 6    | GER | Andrea Philipp     | 11.25      |
| 7    | OCE | Lauren Hewitt      | 11.36 (PB) |
| 8    | ASI | Yan Jiankui        | 11.47      |

### 200 m
| Pos. | Sq. | Atleta             | Ris.       |
| ---- | --- | ------------------ | ---------- |
| 1    | AFR | Frankie Fredericks | 19.97 (CR) |
| 2    | USA | Gentry Bradley     | 20.38 (SB) |
| 3    | EUR | Troy Douglas       | 20.40 (SB) |
| 4    | ASI | Koji Ito           | 20.40 (SB) |
| 5    | GBR | Douglas Turner     | 20.51 (SB) |
| 6    | AME | Sebastián Keitel   | 20.62      |
| 7    | OCE | Darryl Wohlsen     | 20.75      |
| 8    | GER | Manuel Milde       | 20.85 (PB) |

| Pos. | Sq. | Atleta             | Ris.       |
| ---- | --- | ------------------ | ---------- |
| 1    | USA | Marion Jones       | 21.62 (CR) |
| 2    | AFR | Falilat Ogunkoya   | 22.25      |
| 3    | EUR | Zhanna Pintusevich | 22.35 (SB) |
| 4    | AME | Beverly McDonald   | 22.36      |
| 5    | RUS | Irina Privalova    | 22.61 (SB) |
| 6    | GER | Melanie Paschke    | 22.70 (SB) |
| 7    | OCE | Tania Van Heer     | 22.93      |
| 8    | ASI | Yan Jiankui        | 23.19      |

### 400 m
| Pos. | Sq. | Atleta              | Ris.  |
| ---- | --- | ------------------- | ----- |
| 1    | GBR | Iwan Thomas         | 45.33 |
| 2    | USA | Jerome Young        | 45.37 |
| 3    | AME | Troy McIntosh       | 45.45 |
| 4    | AFR | Clement Chukwu      | 45.56 |
| 5    | EUR | Ashraf Saber        | 46.54 |
| 6    | ASI | Sugath Tillakaratne | 46.70 |
| 7    | OCE | Patrick Dwyer       | 46.99 |
| 8    | GER | Stefan Letzelter    | 47.12 |

| Pos. | Sq. | Atleta            | Ris.       |
| ---- | --- | ----------------- | ---------- |
| 1    | AFR | Falilat Ogunkoya  | 49.52 (SB) |
| 2    | GER | Grit Breuer       | 49.86      |
| 3    | AME | Sandie Richards   | 50.33      |
| 4    | EUR | Helena Fuchsová   | 50.40      |
| 5    | RUS | Olga Kotlyarova   | 51.20      |
| 6    | USA | Kim Graham        | 52.10      |
| 7    | ASI | Damayanthi Darsha | 53.30      |
| 8    | OCE | Jane Arnott       | 54.36      |

### 800 m
| Pos. | Sq. | Atleta          | Ris.    |
| ---- | --- | --------------- | ------- |
| 1    | GER | Nils Schumann   | 1:48.66 |
| 2    | USA | Mark Everett    | 1:48.73 |
| 3    | AME | Norberto Tellez | 1:48.92 |
| 4    | AFR | Japheth Kimutai | 1:49.16 |
| 5    | EUR | André Bucher    | 1:49.55 |
| 6    | GBR | Andrew Hart     | 1:50.07 |
| 7    | OCE | Shaun Farrell   | 1:50.69 |
| 8    | ASI | Cheng Bin       | 1:53.11 |

| Pos. | Sq. | Atleta                 | Ris.    |
| ---- | --- | ---------------------- | ------- |
| 1    | AFR | Maria de Lurdes Mutola | 1:59.88 |
| 2    | RUS | Yelena Afanasyeva      | 2:00.20 |
| 3    | AME | Letitia Vriesde        | 2:00.56 |
| 4    | USA | Jearl Miles Clark      | 2:01.58 |
| 5    | EUR | Malin Ewerlöf          | 2:02.61 |
| 6    | ASI | Zhang Jian             | 2:03.09 |
| 7    | GER | Heike Meissner         | 2:04.50 |
| 8    | OCE | Tamsyn Lewis           | 2:06.64 |

### 1500 m
| Pos. | Sq. | Atleta             | Ris.    |
| ---- | --- | ------------------ | ------- |
| 1    | AFR | Laban Rotich       | 3:40.87 |
| 2    | EUR | Rui Silva          | 3:40.95 |
| 3    | GBR | Anthony Whiteman   | 3:40.99 |
| 4    | ASI | Mohamed Suleiman   | 3:46.93 |
| 5    | OCE | Hamish Christensen | 3:48.64 |
| 6    | GER | Mark Ostendarp     | 3:49.56 |
| 7    | USA | Jason Pyrah        | 3:52.10 |
| 8    | AME | Steve Agar         | 3:57.36 |

| Pos. | Sq. | Atleta              | Ris.    |
| ---- | --- | ------------------- | ------- |
| 1    | RUS | Svetlana Masterkova | 4:09.41 |
| 2    | AFR | Jackline Maranga    | 4:10.30 |
| 3    | EUR | Carla Sacramento    | 4:11.66 |
| 4    | USA | Suzy Favor-Hamilton | 4:12.52 |
| 5    | GER | Luminita Zaituc     | 4:16.80 |
| 6    | AME | Leah Pells          | 4:18.37 |
| 7    | OCE | Mandy Giblin        | 4:29.50 |
| 8    | ASI | Liu Jing            | DNS     |

### 3000 m
| Pos. | Sq. | Atleta            | Ris.    |
| ---- | --- | ----------------- | ------- |
| 1    | GER | Dieter Baumann    | 7:56.24 |
| 2    | EUR | Isaac Viciosa     | 7:56.47 |
| 3    | AFR | Tom Nyariki       | 7:59.46 |
| 4    | AME | Pablo Olmedo      | 8:10.58 |
| 5    | ASI | Toshinari Takaoka | 8:12.19 |
| 6    | USA | Dan Browne        | 8:15.88 |
| 7    | GBR | Neil Caddy        | 8:16.81 |
| 8    | OCE | Alan Bunce        | 8:20.98 |

| Pos. | Sq. | Atleta          | Ris.         |
| ---- | --- | --------------- | ------------ |
| 1    | EUR | Gabriela Szabó  | 9:00.54      |
| 2    | AFR | Zahra Ouaziz    | 9:01.35      |
| 3    | USA | Regina Jacobs   | 9:11.15      |
| 4    | ASI | Wang Chunmei    | 9:14.50 (PB) |
| 5    | RUS | Olga Yegorova   | 9:16.72      |
| 6    | GER | Luminita Zaituc | 9:18.01      |
| 7    | AME | Kathy Butler    | 9:30.34      |
| 8    | OCE | Natalie Harvey  | 9:38.22      |

### 5000 m
| Pos. | Sq. | Atleta          | Ris.     |
| ---- | --- | --------------- | -------- |
| 1    | AFR | Daniel Komen    | 13:46.57 |
| 2    | OCE | Shaun Creighton | 13:53.66 |
| 3    | GER | Dieter Baumann  | 13:58.40 |
| 4    | AME | Pablo Olmedo    | 14:01.66 |
| 5    | GBR | Keith Cullen    | 14:13.32 |
| 6    | USA | Dan Browne      | 14:22.48 |
| 7    | EUR | Abdellah Béhar  | 14:24.41 |
| 8    | ASI | Chand Gulab     | DNF      |

| Pos. | Sq. | Atleta             | Ris.     |
| ---- | --- | ------------------ | -------- |
| 1    | EUR | Sonia O'Sullivan   | 16:24.52 |
| 2    | USA | Regina Jacobs      | 16:26.24 |
| 3    | AFR | Berhane Adere      | 16:38.81 |
| 4    | AME | Nora Rocha         | 16:44.60 |
| 5    | GER | Irina Mikitenko    | 16:46.60 |
| 6    | ASI | Liu Shixiang       | 16:51.74 |
| 7    | RUS | Svetlana Baigulova | 17:00.29 |
| 8    | OCE | Melissa Moon       | 17:10.48 |

### 3000 m siepi
| \| Pos. \| Sq. \| Atleta \| Ris. \| \| ---- \| --- \| ----------------------- \| ------- \| \| 1 \| GER \| Damian Kallabis \| 8:31.25 \| \| 2 \| AFR \| Bernard Barmasai \| 8:31.85 \| \| 3 \| FRA \| Saad Al-Asmari \| 8:39.69 \| \| 4 \| EUR \| Alessandro Lambruschini \| 8:54.10 \| \| 5 \| GBR \| Christian Stephenson \| 8:55.67 \| \| 6 \| AME \| Wander do Prado Moura \| 8:59.06 \| \| 7 \| USA \| Pascal Dobert \| 9:08.36 \| \| 8 \| OCE \| Stephen Thurston \| 9:37.13 \| |     |                         |         |
| Pos. | Sq. | Atleta                  | Ris.    |
| 1 | GER | Damian Kallabis         | 8:31.25 |
| 2 | AFR | Bernard Barmasai        | 8:31.85 |
| 3 | FRA | Saad Al-Asmari          | 8:39.69 |
| 4 | EUR | Alessandro Lambruschini | 8:54.10 |
| 5 | GBR | Christian Stephenson    | 8:55.67 |
| 6 | AME | Wander do Prado Moura   | 8:59.06 |
| 7 | USA | Pascal Dobert           | 9:08.36 |
| 8 | OCE | Stephen Thurston        | 9:37.13 |

### 100/110 m ostacoli
| Pos. | Sq. | Atleta        | Ris.  |
| ---- | --- | ------------- | ----- |
| 1    | GER | Falk Balzer   | 13.10 |
| 2    | GBR | Colin Jackson | 13.11 |
| 3    | AME | Anier García  | 13.14 |
| 4    | EUR | Robin Korving | 13.25 |
| 5    | FRA | Chen Yanhao   | 13.49 |
| 6    | OCE | Rod Zuyderwyk | 13.78 |
| 7    | AFR | Shawn Bownes  | 21.33 |
| 8    | USA | Reggie Torian | 30.29 |

| Pos. | Sq. | Atleta                | Ris.  |
| ---- | --- | --------------------- | ----- |
| 1    | AFR | Glory Alozie          | 12.58 |
| 2    | EUR | Angie Vaughn          | 12.67 |
| 3    | RUS | Irina Korotya         | 12.77 |
| 4    | AME | Dionne Rose           | 12.78 |
| 5    | GER | Caren Soon            | 12.87 |
| 6    | OCE | Debbie Edwards        | 13.30 |
| 7    | EUR | Nicole Ramalalanirina | DNF   |
| 8    | ASI | Olga Shishigina       | DNF   |

### 400 m ostacoli
| Pos. | Sq. | Atleta            | Ris.       |
| ---- | --- | ----------------- | ---------- |
| 1    | AFR | Samuel Matete     | 48.08 (SB) |
| 2    | ASI | Mubarak Al-Nubi   | 48.17 (PB) |
| 3    | OCE | Dinsdale Morgan   | 48.40      |
| 4    | EUR | Pawel Januszewski | 48.49      |
| 5    | USA | Joey Woody        | 48.55      |
| 6    | GER | Steffen Kolb      | 49.77      |
| 7    | GBR | Anthony Borsumato | 49.86      |
| 8    | OCE | Zid Abou Hamed    | 50.50      |

| Pos. | Sq. | Atleta         | Ris.       |
| ---- | --- | -------------- | ---------- |
| 1    | AFR | Nezha Bidouane | 52.96 (CR) |
| 2    | AME | Deon Hemmings  | 53.03 (SB) |
| 3    | USA | Kim Batten     | 53.17      |
| 4    | EUR | Ionela Târlea  | 54.01      |
| 5    | GER | Silvia Rieger  | 54.22 (PB) |
| 6    | RUS | Anna Knoroz    | 56.09      |
| 7    | ASI | Li Rui         | 57.64      |
| 8    | OCE | Evette Cordy   | 58.00      |

### Salto in alto
| Pos. | Sq. | Atleta              | Ris. |
| ---- | --- | ------------------- | ---- |
| 1    | USA | Charles Austin      | 2.31 |
| 2    | AME | Javier Sotomayor    | 2.28 |
| 3    | EUR | Sergey Klyugin      | 2.28 |
| 4    | GER | Martin Buß          | 2.25 |
| 5    | ASI | Zhou Zhongge        | 2.15 |
| =6   | OCE | Nick Moroney        | 2.10 |
| =6   | AFR | Abderrahmane Hammad | 2.10 |
| =6   | GBR | Dalton Grant        | 2.10 |

| Pos. | Sq. | Atleta               | Ris.      |
| ---- | --- | -------------------- | --------- |
| 1    | EUR | Monica Dinescu-Iagăr | 1.98      |
| 2    | AFR | Hestrie Storbeck     | 1.96 (PB) |
| 3    | USA | Tisha Waller         | 1.93      |
| 4    | RUS | Yelena Gulyayeva     | 1.93      |
| 5    | ASI | Miki Imai            | 1.93      |
| 6    | GER | Alina Astafei        | 1.90      |
| 7    | OCE | Alison Inverarity    | 1.85      |
| 8    | AME | Juana Rosario        | 1.85      |

### Salto con l'asta
| \| Pos. \| Sq. \| Atleta \| Ris. \| \| ---- \| --- \| -------------- \| ---- \| \| 1 \| EUR \| Maksim Tarasov \| 5.85 \| \| 2 \| GER \| Tim Lobinger \| 5.80 \| \| 3 \| USA \| Jeff Hartwig \| 5.70 \| \| 4 \| ASI \| Igor Potapovič \| 5.60 \| \| 5 \| AFR \| Riaan Botha \| 5.60 \| \| 6 \| GBR \| Mike Edwards \| 5.40 \| \| 7 \| OCE \| Paul Burgess \| 5.20 \| \| 8 \| AME \| Ricardo Diez \| 5.00 \| |     |                |      |
| Pos. | Sq. | Atleta         | Ris. |
| 1 | EUR | Maksim Tarasov | 5.85 |
| 2 | GER | Tim Lobinger   | 5.80 |
| 3 | USA | Jeff Hartwig   | 5.70 |
| 4 | ASI | Igor Potapovič | 5.60 |
| 5 | AFR | Riaan Botha    | 5.60 |
| 6 | GBR | Mike Edwards   | 5.40 |
| 7 | OCE | Paul Burgess   | 5.20 |
| 8 | AME | Ricardo Diez   | 5.00 |

### Salto in lungo
| Pos. | Sq. | Atleta          | Ris.      |
| ---- | --- | --------------- | --------- |
| 1    | AME | Iván Pedroso    | 8.37      |
| 2    | OCE | Jai Taurima     | 8.32 (PB) |
| 3    | AFR | Hassine Moursal | 8.26 (PB) |
| 4    | EUR | Kirill Sosunov  | 8.08      |
| 5    | USA | Roland McGhee   | 7.79      |
| 6    | ASI | Masaki Morinaga | 7.76      |
| 7    | GER | Kofi Amoah Prah | 7.75      |
| 8    | GBR | Steve Phillips  | 7.66      |

| Pos. | Sq. | Atleta           | Ris. |
| ---- | --- | ---------------- | ---- |
| 1    | GER | Heike Drechsler  | 7.07 |
| 2    | USA | Marion Jones     | 7.00 |
| 3    | ASI | Guan Yingnan     | 6.74 |
| 4    | RUS | Lyudmila Galkina | 6.73 |
| 5    | EUR | Tunde Vaszi      | 6.72 |
| 6    | OCE | Nicole Boegman   | 6.64 |
| 7    | AFR | Chioma Ajunwa    | 6.62 |
| 8    | AME | Flora Hyacinth   | 6.02 |

### Salto triplo
| Pos. | Sq. | Atleta          | Ris.       |
| ---- | --- | --------------- | ---------- |
| 1    | GER | Charles Friedek | 17.42 (SB) |
| 2    | EUR | Denis Kapustin  | 17.32      |
| 3    | AME | Yoelbi Quesada  | 17.25      |
| 4    | AFR | Andrew Owusu    | 17.21      |
| 5    | USA | LaMark Carter   | 17.20      |
| 6    | OCE | Andrew Murphy   | 16.89 (SB) |
| 7    | GBR | Larry Achike    | 16.69      |
| 8    | ASI | Duan Qifeng     | 14.09      |

| Pos. | Sq. | Atleta                  | Ris.       |
| ---- | --- | ----------------------- | ---------- |
| 1    | EUR | Olga Vasdeki            | 14.64 (CR) |
| 2    | RUS | Tatyana Lebedeva        | 14.36      |
| 3    | AME | Yamilé Aldama           | 14.29      |
| 4    | ASI | Ren Ruiping             | 14.04      |
| 5    | USA | Sheila Hudson-Strudwick | 13.76 (SB) |
| 6    | AFR | Baya Rahouli            | 13.69      |
| 7    | OCE | Nicole Mladenis         | 12.86      |
| 8    | GER | Nkechi Madubuko         | 12.76      |

### Getto del peso
| Pos. | Sq. | Atleta             | Ris.       |
| ---- | --- | ------------------ | ---------- |
| 1    | USA | John Godina        | 21.48      |
| 2    | EUR | Aleksandr Bagach   | 20.45      |
| 3    | GER | Oliver-Sven Buder  | 20.42      |
| 4    | AFR | Burger Lambrechts  | 20.29 (PB) |
| 5    | GBR | Mark Proctor       | 19.66      |
| 6    | AME | Yoger Medina       | 19.08      |
| 7    | OCE | Justin Anlezark    | 18.26      |
| 8    | ASI | Bilal Saad Mubarak | 18.21      |

| Pos. | Sq. | Atleta              | Ris.  |
| ---- | --- | ------------------- | ----- |
| 1    | EUR | Vita Pavlysh        | 20.59 |
| 2    | RUS | Irina Korzhanenko   | 19.04 |
| 3    | USA | Connie Price-Smith  | 18.79 |
| 4    | AME | Yumileidis Cumbá    | 18.76 |
| 5    | ASI | Li Meisu            | 18.00 |
| 6    | GER | Nadine Kleinert     | 17.60 |
| 7    | OCE | Tania Lutton        | 15.73 |
| 8    | AFR | Mariam Nnodu-Ibekwe | 15.60 |

### Lancio del disco
| Pos. | Sq. | Atleta            | Ris.       |
| ---- | --- | ----------------- | ---------- |
| 1    | EUR | Virgilijus Alekna | 69.66 (CR) |
| 2    | GER | Lars Riedel       | 67.47      |
| 3    | AFR | Frantz Kruger     | 65.73 (PB) |
| 4    | USA | John Godina       | 65.15      |
| 5    | GBR | Robert Weir       | 64.39 (SB) |
| 6    | AME | Alexis Elizalde   | 62.53      |
| 7    | ASI | Li Shaojie        | 61.37      |
| 8    | OCE | Ian Winchester    | 60.56      |

| Pos. | Sq. | Atleta             | Ris.  |
| ---- | --- | ------------------ | ----- |
| 1    | GER | Franka Dietzsch    | 67.07 |
| 2    | EUR | Nicoleta Grasu     | 66.25 |
| 3    | RUS | Natalya Sadova     | 64.38 |
| 4    | OCE | Beatrice Faumuina  | 63.77 |
| 5    | ASI | Liu Fengying       | 60.42 |
| 6    | USA | Kristin Kuehl      | 59.88 |
| 7    | AFR | Elizna Naudé       | 51.39 |
| 8    | AME | Elisângela Adriano | 51.26 |

### Lancio del martello
| \| Pos. \| Sq. \| Atleta \| Ris. \| \| ---- \| --- \| ------------------ \| ---------- \| \| 1 \| EUR \| Tibor Gécsek \| 82.68 (CR) \| \| 2 \| GER \| Heinz Weis \| 80.13 \| \| 3 \| ASI \| Andrey Abduvaliyev \| 79.40 \| \| 4 \| AME \| Alberto Sánchez \| 73.71 \| \| 5 \| GBR \| Mick Jones \| 72.89 \| \| 6 \| USA \| Jud Logan \| 70.51 \| \| 7 \| AFR \| Chris Harmse \| 68.34 \| \| 8 \| OCE \| Justin McDonald \| 59.62 \| |     |                    |            |
| Pos. | Sq. | Atleta             | Ris.       |
| 1 | EUR | Tibor Gécsek       | 82.68 (CR) |
| 2 | GER | Heinz Weis         | 80.13      |
| 3 | ASI | Andrey Abduvaliyev | 79.40      |
| 4 | AME | Alberto Sánchez    | 73.71      |
| 5 | GBR | Mick Jones         | 72.89      |
| 6 | USA | Jud Logan          | 70.51      |
| 7 | AFR | Chris Harmse       | 68.34      |
| 8 | OCE | Justin McDonald    | 59.62      |

### Lancio del giavellotto
| Pos. | Sq. | Atleta            | Ris.       |
| ---- | --- | ----------------- | ---------- |
| 1    | GBR | Steve Backley     | 88.71 (CR) |
| 2    | EUR | Sergey Makarov    | 86.96 (SB) |
| 3    | GER | Raymond Hecht     | 84.92      |
| 4    | AFR | Marius Corbett    | 83.53      |
| 5    | CUB | Emeterio González | 80.72      |
| 6    | OCE | Adrian Hatcher    | 73.75      |
| 7    | ASI | Zhang Lianbiao    | 68.35      |
| 8    | USA | Ed Kaminski       | DNS        |

| Pos. | Sq. | Atleta             | Ris.       |
| ---- | --- | ------------------ | ---------- |
| 1    | OCE | Joanna Stone       | 69.85 (PB) |
| 2    | AME | Sonia Bisset       | 65.50      |
| 3    | EUR | Mikaela Ingberg    | 64.24      |
| 4    | GER | Tatyana Shikolenko | 63.77      |
| 5    | GER | Tanja Damaske      | 62.51      |
| 6    | ASI | Li Lei             | 59.45      |
| 7    | USA | Windy Dean         | 52.46      |
| 8    | AFR | Lindy Leveau       | 43.18      |

### Staffetta 4 x 100 m
| Pos. | Sq. | Atleta                                                               | Ris.  |
| ---- | --- | -------------------------------------------------------------------- | ----- |
| 1    | GBR | Allyn Condon, Marlon Devonish, Julian Golding, Dwain Chambers        | 38.09 |
| 2    | USA | Jonathan Carter, Curtis Perry, Allen Johnson, Tim Harden             | 38.25 |
| 3    | AFR | Seun Ogunkoya, Leonard Myles-Mills, Frankie Fredericks, Eric Nkansah | 38.29 |
| 4    | AME | Bradley McCuaig, Édson Ribeiro, Sebastián Keitel, Claudinei da Silva | 38.33 |
| 5    | OCE | Darryl Wohlsen, Damien Marsh, David Baxter, Matt Shirvington         | 38.78 |
| 6    | EUR | Thierry Lubin, Frederic Krantz, Christophe Cheval, Needy Guims       | 38.80 |
| 7    | GER | Patrick Schneider, Holger Blume, Manuel Milde, Marc Blume            | 38.89 |
| 8    | ASI | Zhou Wei, Lin Wei, Yin Hanzhao, Han Chaoming                         | 39.35 |

| Pos. | Sq. | Atleta                                                              | Ris.  |
| ---- | --- | ------------------------------------------------------------------- | ----- |
| 1    | USA | Cheryl Taplin, Chryste Gaines, Inger Miller, Carlette Guidry-White  | 42.00 |
| 2    | AME | Tanya Lawrence, Chandra Sturrup, Beverly McDonald, Philomena Mensah | 42.44 |
| 3    | GER | Melanie Paschke, Gabi Rockmeier, Birgit Rockmeier, Andrea Philipp   | 42.81 |
| 4    | AFR | Chioma Ajunwa, Endurance Ojokolo, Rose Aboaja, Mary Onyali          | 42.91 |
| 5    | RUS | Irina Privalova, Oksana Ekk, Natalya Voronova, Irina Korotya        | 43.11 |
| 6    | OCE | Tania Van Heer, Lauren Hewitt, Sharon Cripps, Anna Smythe           | 43.40 |
| 7    | EUR | Katia Benth, Frederique Bangué, Fabé Dia, Petya Pendareva           | 43.70 |
| 8    | ASI | Saraswati Dey, Rachita Mistry, E.B. Shyla, Yan Jiankui              | 47.12 |

### Staffetta 4 x 400 m
| Pos. | Sq. | Atleta                                                                   | Ris.    |
| ---- | --- | ------------------------------------------------------------------------ | ------- |
| 1    | USA | Mark Everett, Antonio Pettigrew, Joey Woody, Jerome Young                | 2:59.28 |
| 2    | GBR | Mark Hylton, Jamie Baulch, Sean Baldock, Iwan Thomas                     | 2:59.71 |
| 3    | AME | Michael McDonald, Troy McIntosh, Alejandro Cárdenas, Roxbert Martin      | 2:59.77 |
| 4    | AFR | Clement Chukwu, Ibrahima Wade, Arnaud Malherbe, Davis Kamoga             | 3:01.08 |
| 5    | GER | Klaus Ehmsperger, Jens Dautzenberg, Marc Alexander Scheer, Nils Schumann | 3:03.65 |
| 6    | ASI | Ibrahim Ismail Faraj, Sugath Tillakaratne, Kenji Tabata, Masayoshi Kan   | 3:03.94 |
| 7    | EUR | Kōnstantinos Kenterīs, Marc Foucan, Marco Vaccari, Pawel Januszewski     | 3:03.95 |
| 8    | OCE | Casey Vincent, Michael Hazel, Scott Thom, Brad Jamieson                  | 3:08.57 |

| Pos. | Sq. | Atleta                                                                               | Ris.    |
| ---- | --- | ------------------------------------------------------------------------------------ | ------- |
| 1    | GER | Anke Feller, Uta Rohländer, Ulrike Urbansky, Grit Breuer                             | 3:24.26 |
| 2    | AME | Norfalia Carabali, Deon Hemmings, Andrea Blackett, Sandie Richards                   | 3:24.39 |
| 3    | RUS | Natalya Khrushchelyova, Svetlana Goncharenko, Yekaterina Bakhvalova, Olga Kotlyarova | 3:25.15 |
| 4    | USA | Monique Hennagan, Rochelle Stevens, Kim Graham, Jearl Miles Clark                    | 3:25.34 |
| 5    | EUR | Ionela Târlea, Yelena Rurak, Tetyana Tereshchuk, Helena Fuchsová                     | 3:26.34 |
| 6    | OCE | Lee Naylor, Anna Smythe, Tamsyn Lewis, Tania Van Heer                                | 3:31.67 |
| 7    | AFR | Ony Paule Ratsimbazafy, Amy Mbacké Thiam, Tacko Diouf, Falilat Ogunkoya              | 3:35.28 |
| 8    | ASI | Li Rui, Chen Yuxiang, Svetlana Bodritskaya, Damayanthi Darsha                        | 3:43.60 |

## Classifiche
| Pos. | Squadra     | Punti |
| ---- | ----------- | ----- |
| 1    | Africa      | 110   |
| 2    | Europa      | 109   |
| 3    | Germania    | 102   |
| 4    | Americhe    | 97    |
| 5    | Stati Uniti | 94    |
| 6    | Regno Unito | 89    |
| 7    | Asia        | 64    |
| 8    | Oceania     | 53    |

| Pos. | Squadra     | Punti |
| ---- | ----------- | ----- |
| 1    | Stati Uniti | 96    |
| 2    | Europa      | 94    |
| 3    | Africa      | 88    |
| 4    | Russia      | 87    |
| 5    | Americhe    | 81    |
| 6    | Germania    | 75    |
| 7    | Asia        | 45    |
| 8    | Oceania     | 42    |